# Mértola

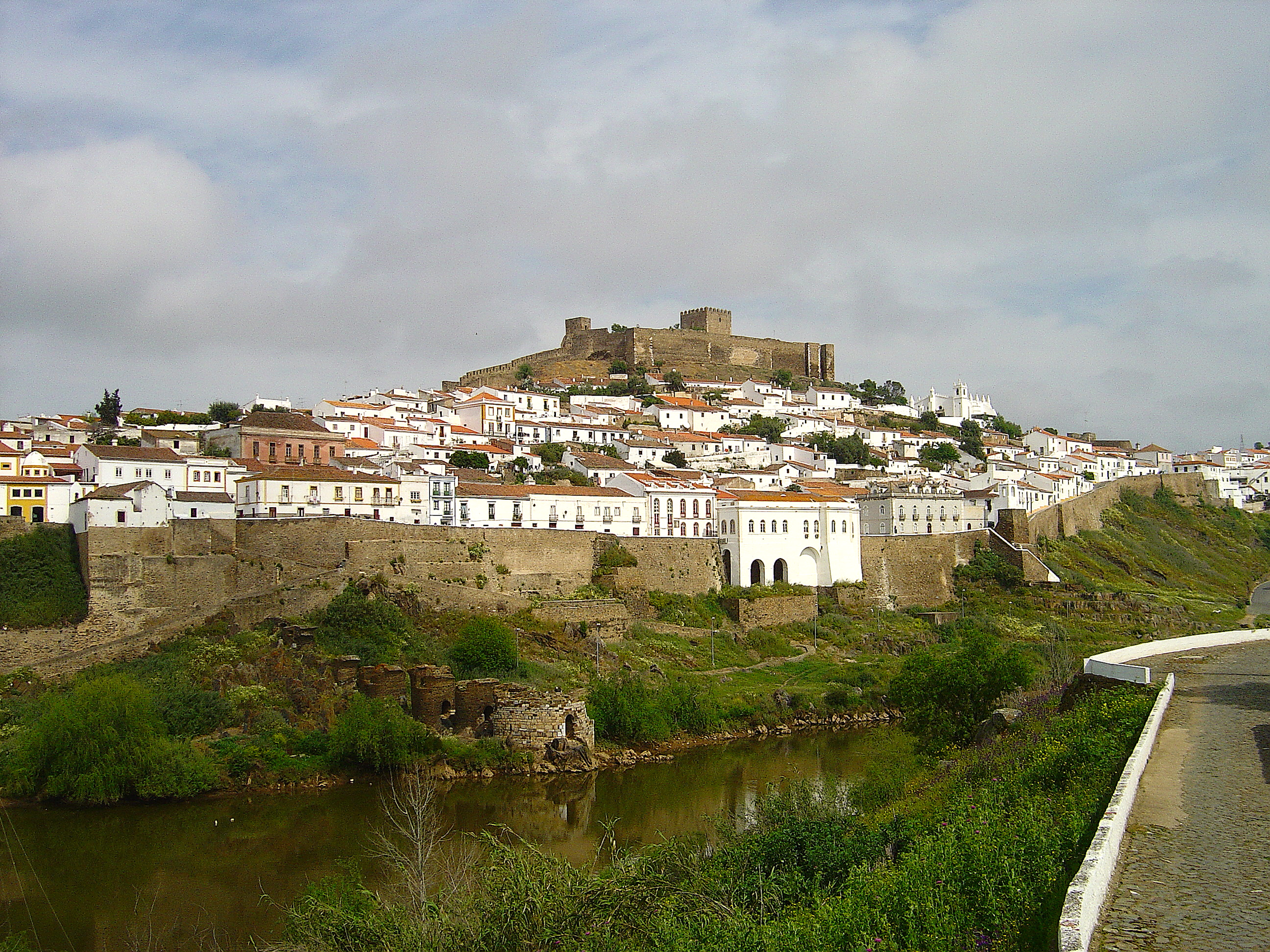
Mértola – Ortsansicht mit Río Guadiana

Mértola ist eine Kleinstadt (Vila) mit 2.504 Einwohnern (Stand 19. April 2021) in der Provinz Alentejo im Südosten Portugals.

## Lage und Klima
Mértola liegt in einer Höhe von ca. 80 bis 120 m in der waldreichen zerklüfteten Felslandschaft des östlichen Alentejo auf einer Felsnase über der Mündung des Río Oeiras in den Río Guadiana. Die Stadt Beja ist knapp 53 km (Fahrtstrecke) in nordwestlicher Richtung entfernt; bis zur Atlantikküste bei Vila Real de Santo António sind es ca. 68 km. Das Klima ist gemäßigt bis warm; Regen (ca. 500 mm/Jahr) fällt überwiegend im Winterhalbjahr.

## Geschichte

### Vorgeschichte
Die Region um Mértola weist eine Reihe von Menhiren auf, wie die „Menires de Lavajo“ und im „Vale das Antas“, deren Errichtung auf etwa 3000 v. Chr. datiert wird. An der Straße zur Mina de São Domingos, 3 km vom Ort entfernt, fanden sich Spuren der Kupferverarbeitung aus dem 3. Viertel des 3. vorchristlichen Jahrtausends. Zwar vermutet man auch eine Siedlung aus dieser Zeit auf dem Stadtgebiet, doch fanden sich bisher mangels entsprechender Forschungen keine weiteren Spuren.

### Keltiberer, Phönizier
Die in der Umgebung lebenden Kelten dürften dem Stamm der „Cunii“ angehört haben, wie sie in den lateinischen Quellen heißen, und die schon Herodot als „Cynesii“ nannte, die bei ihm allerdings keine Kelten waren, und die im äußersten Westen Europas lebten (II, 33). Sie benutzten für ihre Grabsteine ein semitisches Alphabet. Wahrscheinlich lebten sie bereits im 9. Jahrhundert v. Chr. am Río Guadiana. Doch für die Bronzezeit sind die Hinweise auf Besiedlung des Stadtgebiets eher vage, gesichert ist sie erst für den Anfang der Eisenzeit.
Erst als vor 750 v. Chr. Phönizier in die Region kamen, entstand eine Handelsdynamik, die einen geschützten Hafen und eine Sicherung der Handelswaren notwendig machte. Dementsprechend war die geschützte Lage über dem Guadiana, die die Verschiffung von Gold, Silber und Zinn, vor allem aber von Kupfer gestattete, von größter Bedeutung. Ob aber das Königreich von Tartessos eine ähnliche oder noch größere Rolle bei diesem Prozess gespielt hat, ist unklar. Eine Nekropole aus dem 7. bis 5. Jahrhundert v. Chr. befand sich dort, wo sich heute der Rossio do Carmo unterhalb der Stadtfestung befindet. Ob letztlich die Cunii die Stadt gründeten, oder Phönizier, ist ungeklärt, wobei die Annahme einer phönizischen Gründung nur auf dem Namen „Myrtilis“ beruht. Griechischer Einfluss, der sich vielfach zeigen lässt, wurde durch die Händler als Intermediäre eingetragen.
Die ältesten archäologischen Spuren einer Stadtmauer fanden sich unter der Casa do Pardal und stammen aus dem 5. Jahrhundert v. Chr.; dort fand sich auch die älteste phönizische Amphore der Stadt. Die älteste schriftliche Quelle meint nur lakonisch, Myrtilis sei ein „oppidum antiquum et praeclarum“ (Ptolemaios, 2. Jahrhundert v. Chr.), ein altes und bedeutendes Oppidum. Neben keltischen und iberischen Gruppen lebten die Turdetaner um Mértola, das eine ihrer Städte in der Algarve war, ebenso wie, folgt man Ptolemaios, Balsa, Ossonoba, Pax Iulia, Salacia und Caetobriga. An der Mündung der Guadiana saßen die Baesuri, die den Zwischenhandel Richtung Küste kontrollierten. Die Annahme, Mértola habe später zu Karthago gehört, basiert nur auf der Tatsache, dass der karthagische Name für die Guadiana überliefert ist, nämlich Hanas. Erst während des ersten punischen Krieges (264–241 v. Chr.) versuchten die Karthager ihren Einflussbereich auf die gesamte iberische Halbinsel auszudehnen.

### Römer
Die Römer nannten den Ort Iulia Myrtilis, unter Augustus wurde er zum Municipium erhoben. Sie nutzten ihn zur Verschiffung der Erze, die sie in den Minen der Region förderten. Dabei folgte der offenbar leichten Eroberung gegen geringen keltischen Widerstand ein langer Krieg mit den Lusitanern, der im Kern von 155 bis 138 v. Chr. dauerte. Erste Angriffe auf die mit den Römern verbundenen Städte hatten bereits 194 oder 193 v. Chr. begonnen. Damit wurde das sowieso stark befestigte Mértola zu einer der Ausgangsbasen für militärische Operationen der Römer.
Eine Mauer aus der frühen Kaiserzeit wird seit 2000 partiell ausgegraben und dokumentiert. Sie dürfte etwa 4 km lang gewesen sein und war 5 m hoch, wahrscheinlich wies sie vier Türme auf. Eines der monumentalen Portale war der Cerro do Furadouro, ein zweiter der Cerro do Benfica; sie stammten bereits aus dem 4. Jahrhundert v. Chr., wurden aber umgebaut. Dabei war die doppelte Steinmauer mit Erde und unregelmäßigen Steinen verfüllt. Diese Umbautätigkeit ließ in der späten Kaiserzeit nach und Häuser wurden unmittelbar an die Stadtmauer gebaut.
L. Appuleius Decianus ließ in Mértola Münzen prägen (83–82 v. Chr.), was vermutlich mit den Kämpfen zwischen Quintus Sertorius, der eine starke Machtbasis im Süden besaß, und Pompeius bzw. Metellus zusammenhing (bis 72 v. Chr.).
Zu offenen Kämpfen kam es erst wieder im 2. Jahrhundert, als die Mauri im Jahr 171 in die römische Provinz Baetica einfielen. Ein in Mértola aufgefundener Stein steht mit den Kämpfen unter Marc Aurel in Zusammenhang, ebenso wie Funde aus Pax Iulia – Béja und Ammaia zur Zeit des Lucius Verus. Mit der zunehmenden Unsicherheit dürfte der massive Ausbau der Stadtmauer in Zusammenhang stehen, dessen Verlauf in der späten Kaiserzeit etwa dem heutigen entsprach. Ab 400 wurden die Befestigungsanlagen mehrfach verstärkt und ausgebessert. Hinzu kamen Regenwasserreservoirs (Ajibe) in Form unterirdischer Zisternen.
Um die Metallgewinnung trotz der zunehmenden Unsicherheit zu schützen, entstanden um die Munizipien Castro Verde, Almodôvar, Mértola und Alcoutim mindestens 20 Festungen oder befestigte Orte, die das flache Land deckten. Kolonen, die üblicherweise den Landbau betrieben, gab es offenbar nicht. Ein procurator aus der Zentralstadt Merida überwachte den Abbau des Kupfers. Für die Minen von Aljustrel war Mértola höchstwahrscheinlich der einzige Ausfuhrhafen. Eine Straße verband Mértola mit der Hauptstadt des conventus, mit Beja (Pax Iulia); Abschnitte zweier Straßen sind um Mértola wieder sichtbar gemacht worden.
Die Wasserversorgung erfolgte über ein unterirdisches Kanalsystem, das seine Ausgangspunkte an zwei Brunnen außerhalb der Stadtmauer nahm. Wahrscheinlich war dieses Versorgungssystem bis in das 16. Jahrhundert in Gebrauch (vgl. Wasserkunst von Mértola).
Trotz der schon unter Caesar angenommenen fortgeschrittenen Romanisierung lassen Inschriften ein Fortleben vorrömischer Kultur erkennen. So war eine Inschrift der Dea Sancta geweiht, womit wohl die keltische Göttin Ataegina gemeint war. Auch entwickelte Mértola eine weit ausgreifende Anziehungskraft, die zahlreiche Kolonen, Freigelassene, aber auch fahrendes Volk in die Stadt brachte. So kam etwa ein Firmidius Peregrinus, aus Utica in Africa; andere kamen aus Italien oder Griechenland. Umgekehrt ging der in Mértola geborene Messius Fructusa Mitte des 2. Jahrhunderts nach Tunesien. Überraschend war ein Fund von Münzen aus Jerusalem, die möglicherweise auf die Anwesenheit von Juden hinweisen. Die Münzen stammen aus den Jahren 6 bis 66 n. Chr. Weitere Schatzfunde im Umfang von etwa 8000 und 4000 Denaren sowie 690 Numismata kommen hinzu.
Als 1982 das Rathaus, die Câmara Municipal, Opfer eines Brandes wurde, blieb nur die Fassade bestehen. Unter der Schicht des 16. Jahrhunderts fand sich ab 1984 ein römisches Haus, das Umbauspuren aus dem 3. und 4. Jahrhundert aufwies. Zudem fanden sich 2002 bis 2004 Räumlichkeiten, die zum Wohnen, aber auch als Gasthäuser (tabernae) genutzt wurden, was sich mit der Nähe zum Hafen erklären lässt. Die Funde beherbergt mittlerweile das eigens gegründete Römische Museum von Mértola.
Etwa 500 m außerhalb der Stadt fand sich eine römische Nekropole, die im Kern vom 2. bis 5. Jahrhundert in Gebrauch war. Eine weitere Nekropole fand sich jenseits des Rossio do Carmo. Die Toten wurden ost-westwärts in offenen Gräbern beigesetzt; die Bedeckung erfolgte durch Glimmer, Tegulae oder einfach Erde. Nur ein Grab, ein Kindergrab, wies Goldschmuck auf, die übrigen Keramik. Seine Goldkette wies ein Chrismon mit Alpha und Omega auf. Die Männer waren etwa 1,60 m groß, die Frauen meist zwischen 1,42 m und 1,52 m, was dem iberischen Durchschnitt entsprach. Während die Zähne der römischen Gräber durch starken, getreidebedingten Verschleiß gekennzeichnet waren, stach bei den späteren muslimischen Gräbern hervor, dass die Menschen eher von Karies betroffen waren, was auf eine Reduzierung des grob gemahlenen Getreides und einen Anstieg der Süßspeisen hindeutet.

### Alanen, Sueben, Westgoten
Um 411 erschienen Alanen und Vandalen im Süden Portugals, die Region um Mértola wurde von Alanen besetzt. Diese beiden Völker verließen die iberische Halbinsel jedoch bereits 428, um Nordafrika zu erobern. Ihnen folgten um 430 die Sueben, die ab 438 die Baetica angriffen und um 440 Mértola eroberten. Dort empfing ihr König einen kaiserlichen Gesandten; der Süden der iberischen Halbinsel blieb wohl bis 458 in suebischer Hand, doch unterlagen sie gegen die Westgoten. Diese besetzten 473 Sevilla und dürften zwischen 466 und 474 auch Mértola erobert haben; die Sueben zogen sich dauerhaft in den Nordwesten der iberischen Halbinsel zurück. Möglicherweise war die Stadt Zentrum mehrerer Rebellionen im Rahmen des Tolosanischen Reiches.
Die Stadt wurde von einer Handelsmetropole zu einem kirchlichen und militärischen Zentrum der Region, die zudem rudimentäre Verwaltungsstrukturen beibehielt. Nur wenige Quellen berichten zur Zeit der Völkerwanderung. Unter diesen sind die Chronik des Hydatius von Aquae Flaviae. Dort taucht die Lokativform des Stadtnamens als „Martyli“ auf, was von den Arabern möglicherweise als Mértola weiterentwickelt wurde.
Griechische Grabsteine des 6. und 7. Jahrhunderts gehen wohl auf die Anwesenheit byzantinischer Händler zurück; Byzanz besetzte ab 554 bis etwa 615 nur den Süden der iberischen Halbinsel, jedoch wahrscheinlich ohne weiter nach Westen ausgreifen zu können. Andererseits nahmen von 589 bis 634 keine Gesandten der Stadt an westgotischen Konzilien teil, was ein Hinweis auf byzantinischen Einfluss sein könnte.
Deutlich erkennbar ist die relative ökonomische Isolation, da der Handel über die Guadiana mit dem Mittelmeerraum erheblich schwieriger geworden war. So war man sowohl wirtschaftlich, als auch kulturell stärker auf sich gestellt. Andererseits prägten Kirchen und Eremitagen die Stadt und ihre Umgebung zunehmend. So entstand etwa im Umkreis von 12 km eine Reihe von Einsiedeleien, wie die Nossa Senhora do Amparo. Dort fanden sich Bruchstücke eines Altars aus dem 7. Jahrhundert. Eine weitere bestand bei S. Bartolomeu de Via Gloria mit Überresten aus dem 4. bis 8. Jahrhundert, dann bei S. Barão (wohl 3. bis 7. Jahrhundert, das heutige Bauwerk stammt aus dem 18. Jahrhundert). Bei Mosteiro fand sich eine Einsiedelei, die möglicherweise auf die Überreste eines römischen Hauses zurückgeht. Sicherlich nutzten die Bauern und Hirten die verfallenden römischen villae so lange wie möglich. Zahlreiche Bruchstücke von Häusern aus dieser Zeit finden sich an Kirchen, aber auch in der Burg.

### Die Umayyaden
Die als Mauren bezeichneten Araber und Berber unter Führung der Umayyaden, die zwischen 661 und 750 das arabische Großreich führten, und die zwischen 712 und 714 die Region eroberten, umgaben die Stadt, die nun Martulah hieß, mit einer neuen Mauer. Dazu errichteten sie die fünfschiffige Moschee unterhalb der Burg, die nach der Reconquista 1238 zur Ingreja de Nossa Senhora da Assuncao wurde und damit als einzige Mesquita in Portugal vollständig erhalten blieb. Die maurische Festung Castelo dos Mouros wurde erst 1233 überwunden. Offenbar ist es zu einem starken Zuzug von Menschen aus den südmediterranen Gebieten gekommen, der sich noch heute genetisch fassen lässt.
Im Jahr 756 floh einer der Umayyaden vor den Abbasiden, die sie 750 gestürzt hatten, nach Westen und gründete ein eigenständiges Reich. Bis 760 gelang es Abd ar-Rahman I., das gesamte muslimische Gebiet auf der Iberischen Halbinsel zu erobern. Die von ihm gegründete Dynastie herrschte bis 929 als Emire, danach bis 1031 als Kalifen. Dabei erfasste die Islamisierung der bis dahin christlichen Bevölkerungsteile zunächst die Führungsgruppen, die Vermögen und Karriere zuallererst dem Hof zu verdanken hatten. Dann folgten die Städte, die nun stärker von muslimischer Architektur und Wirtschaft geprägt wurden. Die ländlichen Gebiete hingegen wurden erst sehr spät, vielfach erst im 12. Jahrhundert, stärker davon erfasst. Viele afrikanische und nahöstliche Techniken und Produkte wurden auch nach Mértola übertragen, wo sich Feigen und Datteln einbürgerten, Hausschweine verschwanden und stattdessen mehr Ziegen und Schafe gehalten wurden. Dies veränderte wiederum die Landschaft um Mértola.

### Muslimische Kleinreiche und Almohaden
Gegen Ende des 10. Jahrhunderts erhielt der Regionalismus gegenüber dem Zentralismus der Umayyaden starken Auftrieb. Zwischen 1009 und 1031 nahm der Widerstand der Regionen unter Führung lokal verankerter Familien, aber auch am Hof in Córdoba stark zu. Huelva-Saltes und Badajoz. machten sich 1013 selbstständig, 1014 folgte Silves, 1016/17 Shantmariyya al-Garb (Faro).
Im Jahr 1020 machte sich Mértola unter Führung von Ibn-Tayfur ebenfalls unabhängig, der die Bani Tayfur, die in Mértola mächtigste Familie führte. Einer von ihnen wurde 1030 in Sevilla hingerichtet. Nach dem endgültigen Sturz des Kalifats von Córdoba im Jahr 1031 entstanden zahlreiche Teilherrschaften, die Taifa-Königreiche.
Zunächst wurden die Aufständischen, meist nicht in der Region verankerte berberische Familien, von lokal dominierenden, meist arabischen Familien abgelöst, die ihre Vorherrschaft über mehrere Generationen bereits unter den Umayyaden etabliert hatten. Auch Mértola unterstand einem solchen Kleinherrscher, den Aftasiden bis 1033 bzw. 1044, bis es 1051 an das Königreich Sevilla fiel. Nur wenige der Taifas prägten eigene Münzen, imitierten aber sowohl das Hofzeremoniell, als auch seine Kunstförderung.
Im Jahr 1086 gelang den aus Westafrika kommenden Almoraviden ein entscheidender Sieg, der ihnen die iberische Halbinsel öffnete. 1090 begann die Eroberung, 1091 fiel Sevilla. Die Almoraviden brachten neue Familien in die Reihen der herrschenden Clans, doch regte sich bald Widerstand. 1144 begann die zweite Taifa-Periode, als ihr Reich zerfiel.
Abu-l-Qasim Ahmad ibn al-Husayn ibn Qasi, kurz Ibn Qasi, ein Gegner der Almoraviden und ein Mann, der sich als Mahdi sah und der dem Sufismus anhing, beherrschte die Stadt von 1144 bis 1150. Mit der Eroberung durch die Almohaden, die den Maghreb erobert hatten und ihn unterstützten, wurde Mértola 1146 abermals Bestandteil eines Großreichs mit engen Kontakten zu Nordafrika. Die Almohaden unterstützten jedoch, als er versuchte, sie mit Hilfe des Königs von Portugal zu vertreiben, einen Aufstand, durch den er in Silves ums Leben kam. Damit war die kurze religiöse Erweckungsphase von el-Andalus beendet. 1157 mussten sich auch Mértola und Tavíra unterwerfen.
Im Jahr 1184 scheiterte der Angriff auf Lissabon, was das portugiesische Königreich zum Gegenschlag nutzte. 1189 wurde Silves erobert, das jedoch 1191 wieder an die Almohaden kam. Nach ihrem Sieg bei Alarcos im Jahr 1195 fiel auch das Guadianatal wieder an sie. Mértola bildete nunmehr beinahe die nördliche Grenze des Almohadenreichs.
Aus dieser Epoche stammt die Moschee in der Stadt. Auffällig ist, dass vor allem die Glasproduktion, sowohl monochrome, als auch polychrome Stücke, einen überaus starken Aufschwung nahm. Die Rohmaterialien mussten dabei von jenseits des städtischen Territoriums beschafft werden, also regelmäßig im Umkreis von 100 Kilometern. Wenn es die politischen Verhältnisse zuließen, verkauften Händler aus Mértola in den gesamten Mittelmeerraum und sie reisten nach Cartagena und Mallorca, Pisa und Kairuan. Aus bescheidenen Dimensionen im 10. Jahrhundert erwachsen, erreichte dieser Handel im 11. Jahrhundert seinen Höhepunkt. 1238 gelang den christlichen Portugiesen die endgültige Eroberung, womit die Handelsstadt von ihren Märkten in der islamischen Welt weitgehend abgeschnitten wurde.

### Portugal

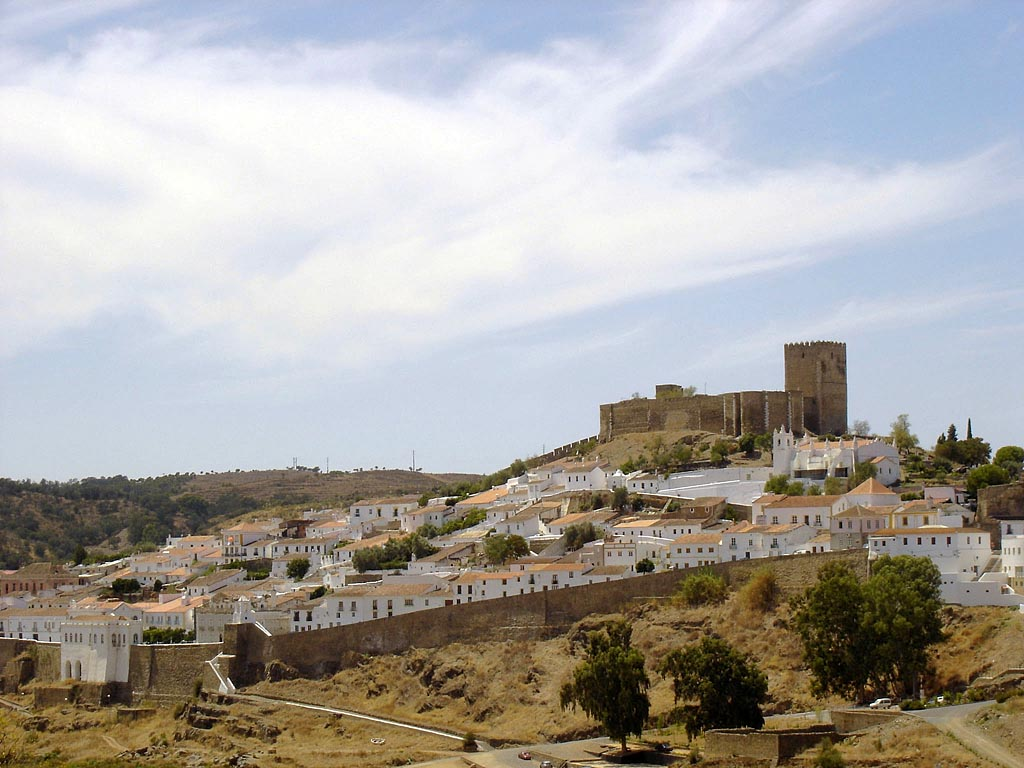
Burg (castelo) und Stadtmauern von Mértola

Im Jahr 1238 beendete König Sancho II. mehr als 500 Jahre muslimischer Herrschaft. Er übergab den Ort an den Ritterorden der Jakobsritter. 1254 erhielt die Stadt durch eine Carta de Foral eine Art Stadtrecht mit begrenzter administrativer Selbstständigkeit. 1292 erhielt Mértola auf Anweisung von Dom Pedro Fernández Mata, des Großmeisters des Santiagoordens, den mächtigen Turm Torre de Menagem. Der Sitz des Ordens blieb bis 1316 in Mértola. Da seit 1238 der Fernhandel mit Nordafrika abgerissen war, ging die Einwohnerzahl zurück, der Ort verlor seine Bedeutung als Handelszentrum.
Eine kurzzeitige Blüte des Handels brachte die Eroberung nordafrikanischer Städte durch Portugal mit sich, da Mértola von der Belieferung mit Rohmaterial für Waffen und mit Weizen profitieren konnte. Im Jahr 1512 erhielt die Stadt nochmals von König eine foral. Mit der Verlagerung der Handelswege zum Tejo verlor Mértola endgültig ab dem 16. Jahrhundert seine einstige Bedeutung. Die Region wurde bis in das 20. Jahrhundert von feudalen Agrarverhältnissen bestimmt. Kupferfunde bei der Mina de São Domingos brachten eine kurze Industrialisierungsphase, die jedoch mit der Schließung der Mine im Jahr 1965 abrupt endete.
Archäologische Funde in den Achtzigerjahren – etwa römische Funde unter dem Rathaus – und ein wachsendes Interesse an islamischer Kultur verschafften Mértola ein neues wirtschaftliches Standbein, den Tourismus.

## Sehenswürdigkeiten

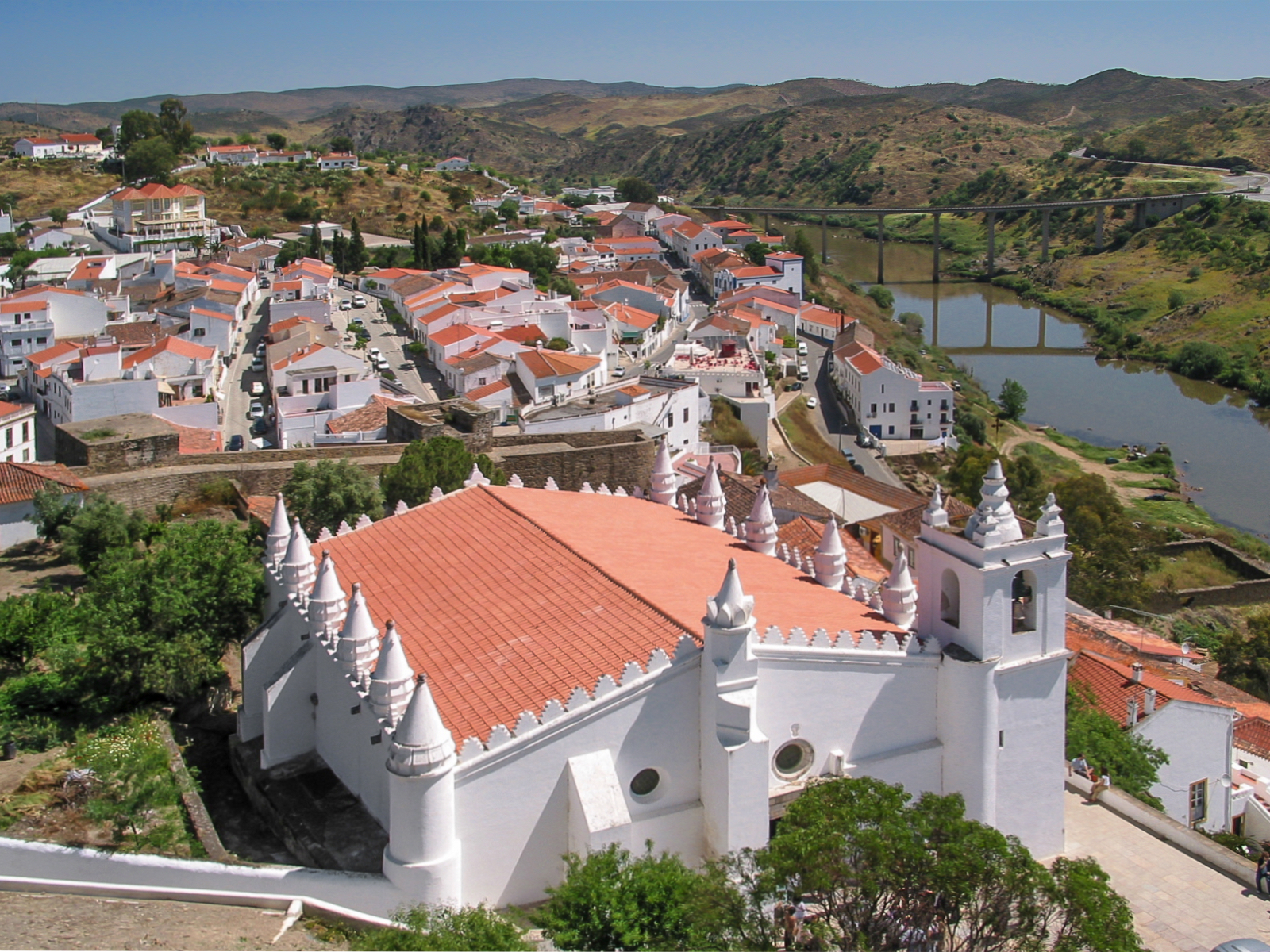
Mértola mit der Brücke über den Río Guadiana im Hintergrund. Im Vordergrund befindet sich die Mariaverkündungskirche (Igreja de Nossa Senhora da Anunciação), ursprünglich eine Moschee.

- Mértola liegt heute mitten im 1995 gegründeten Parque Natural do Vale do Guadiana, der sowohl die ökologischen Schätze, wie etwa den Pardelluchs oder den Habichtsadler schützen soll, als auch die archäologischen. Auslöser der Entwicklung zum Schutzgebiet waren die archäologischen Forschungen. 1983 begann der Archäologe und Historiker Claudio Torres im 50 km südlich von Beja gelegenen Ort Campo Archeológico  mit Grabungen, die mit einer starken Wiederbelebung des in römischer und maurischer Zeit bedeutenden und dann jahrhundertelang vernachlässigten Ortes Mértola endeten. Die durch die Grabungen im Stadtgebiet zu Tage geförderten römischen und maurischen Funde, darunter die Grabplatte der Fortunata von 565, werden in zwei kleinen Museen präsentiert. 40.000 Touristen besuchen jährlich den Ort mit seinen roten Ziegeldächern und weißen Mauern; alte Handwerkskunst wurde wiederbelebt, Werkstatt-Museen entstanden, z. B. in der Rua de Ingreja die Cooperativa de Tecelagern, wo Decken und Tischdecken in traditioneller Weise gefertigt werden. Die Schmuckwerkstatt am Largo da Misericórdia stellt Arbeiten aus Edelmetall und Keramik her, die von den maurischen Funden inspiriert wurden.
- Auf dem Largo da Câmara kann man die Ausgrabungen aus römischer Zeit besichtigen, wobei es sich um die Reste einer Wohnanlage handelt, die bei Umbauarbeiten am Rathaus entdeckt wurden.
- In mehreren Wohnhäusern des Ortes finden sich wiederverwendete Steine und Säulenbruchstücke aus römischer Zeit (Spolien).
- Die Wasserkunst von Mértola, ein Wasserhebewerk aus maurischer Zeit, ist als Ruine erhalten.
- Die Hauptkirche der Stadt (Igreja Matriz) erhebt sich an der Stelle einer im 16. Jahrhundert zerstörten Moschee.
- Die im 13. Jahrhundert anstelle einer maurischen Festung errichtete Burg (castelo) überragt die Stadt.

Umgebung
- Im Tourismusbüro am Largo Vasco da Gama erhält man nähere Informationen über ein städtisches Boot, mit dem man auf dem Río Guadiana, dem Grenzfluss Portugals zu Spanien, bis nach Alcoutim gelangen kann. Ca. 25 km nördlich von Mértola hat der Río Guadiana sich ein zerklüftetes Bett in den Fels geschnitten. Bei Pulo do Lobo (= „Wolfssprung“) bildet er einen Wasserfall.

## Verwaltung

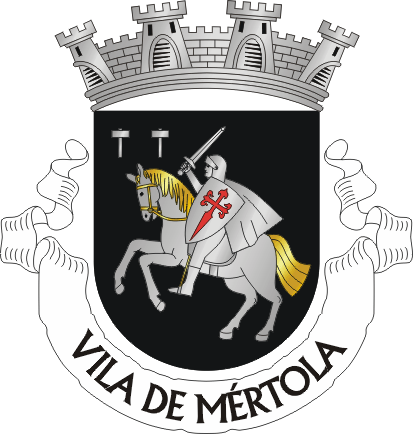
Stadtwappen mit Santiago-Ritter

### Kreis
Mértola ist Sitz eines gleichnamigen Kreises, der im Osten an Spanien grenzt. Die Nachbarkreise sind (im Uhrzeigersinn im Norden beginnend): Beja, Serpa, Alcoutim, Almodôvar sowie Castro Verde.
Mit der Gebietsreform im September 2013 wurden die Gemeinden (Freguesias) São Miguel do Pinheiro, São Pedro de Solis und São Sebastião dos Carros zur neuen Gemeinde União das Freguesias de São Miguel do Pinheiro, São Pedro de Solis e São Sebastião dos Carros zusammengefasst. Der Kreis besteht seither aus den folgenden sieben Gemeinden:

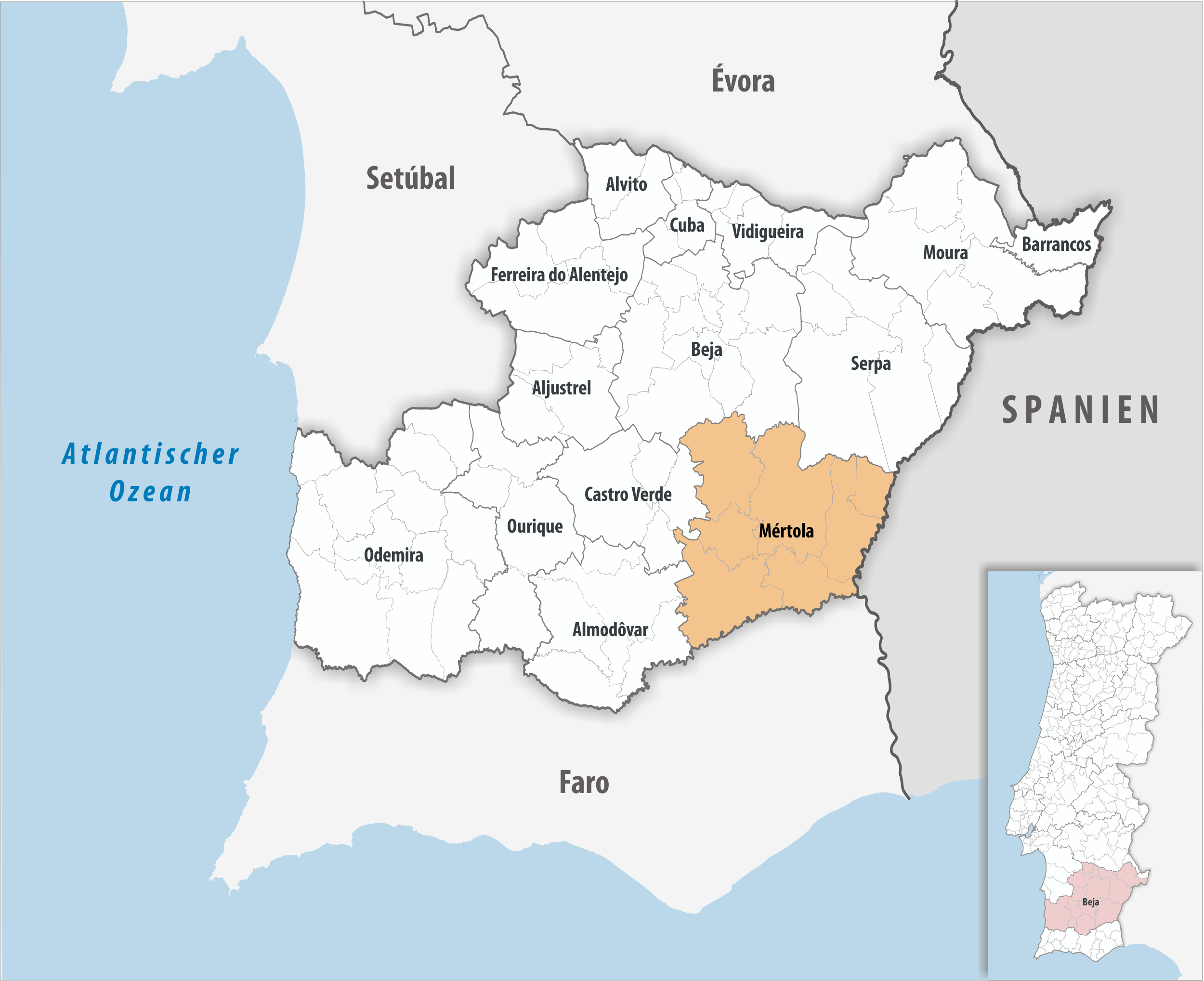
Kreis Mértola

| Gemeinde                                                              | Einwohner (2021) | Fläche km² | Dichte Einw./km² | LAU- Code |
| --------------------------------------------------------------------- | ---------------- | ---------- | ---------------- | --------- |
| Alcaria Ruiva                                                         | 630              | 216,67     | 3                | 020901    |
| Corte do Pinto                                                        | 735              | 71,46      | 10               | 020902    |
| Espírito Santo                                                        | 329              | 135,92     | 2                | 020903    |
| Mértola                                                               | 2.504            | 322,77     | 8                | 020904    |
| Santana de Cambas                                                     | 750              | 166,72     | 4                | 020905    |
| São João dos Caldeireiros                                             | 442              | 103,95     | 4                | 020906    |
| São Miguel do Pinheiro, São Pedro de Solis e São Sebastião dos Carros | 816              | 275,38     | 3                | 020910    |
| Kreis Mértola                                                         | 6.206            | 1.292,87   | 5                | 0209      |

### Bevölkerungsentwicklung
| Einwohnerzahl im Kreis Mértola (1801 – 2011) | Einwohnerzahl im Kreis Mértola (1801 – 2011) | Einwohnerzahl im Kreis Mértola (1801 – 2011) | Einwohnerzahl im Kreis Mértola (1801 – 2011) | Einwohnerzahl im Kreis Mértola (1801 – 2011) | Einwohnerzahl im Kreis Mértola (1801 – 2011) | Einwohnerzahl im Kreis Mértola (1801 – 2011) | Einwohnerzahl im Kreis Mértola (1801 – 2011) | Einwohnerzahl im Kreis Mértola (1801 – 2011) | Einwohnerzahl im Kreis Mértola (1801 – 2011) |
| -------------------------------------------- | -------------------------------------------- | -------------------------------------------- | -------------------------------------------- | -------------------------------------------- | -------------------------------------------- | -------------------------------------------- | -------------------------------------------- | -------------------------------------------- | -------------------------------------------- |
| 1801                                         | 1849                                         | 1900                                         | 1930                                         | 1960                                         | 1981                                         | 1991                                         | 2001                                         | 2011                                         |                                              |
| 9617                                         | 10.757                                       | 18.910                                       | 26.310                                       | 26.026                                       | 11.693                                       | 9805                                         | 8712                                         | 7274                                         |                                              |

### Kommunaler Feiertag
- 24. Juni

### Partnerstädte
- Mosambik: Monapo, Provinz Nampula
- Marokko: Chefchaouen[13]

## Persönlichkeiten
- Brissos de Évora († 312), heiliggesprochener Märtyrer, vermutlich zweiter Bischof des Bistums Évora
- Pedro Mascarenhas (ca. 1484–1555), Seefahrer, Entdecker und Diplomat
- António Raposo Tavares (1598–1658), brasilianischer Bandeirante in São Paulo
- Zacarias José Guerreiro (1859–1918), Politiker, 1910/11 Gouverneur von Faro
- Aureliano de Mira Fernandes (1884–1958), Mathematiker
- José Sebastião e Silva (1914–1972), Mathematiker
- Artur de Vasconcelos Sobral (1930–2016), Lyriker
- Fernando Venâncio (* 1944), Schriftsteller

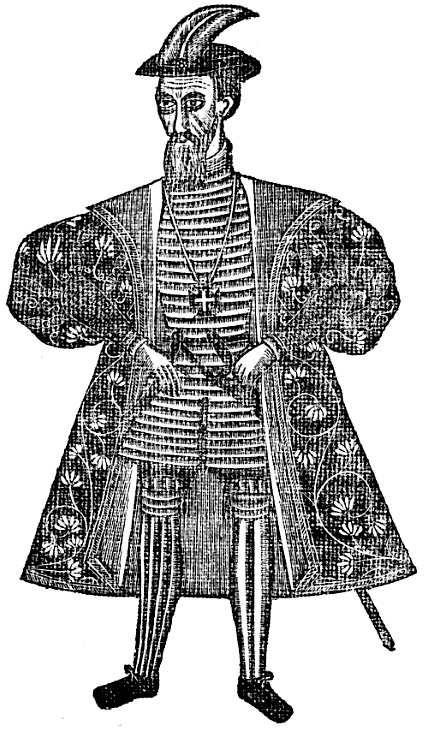
Pedro Mascarenhas (Bild in Faria e Sousas Buch „Ásia Portuguesa“ von 1674)
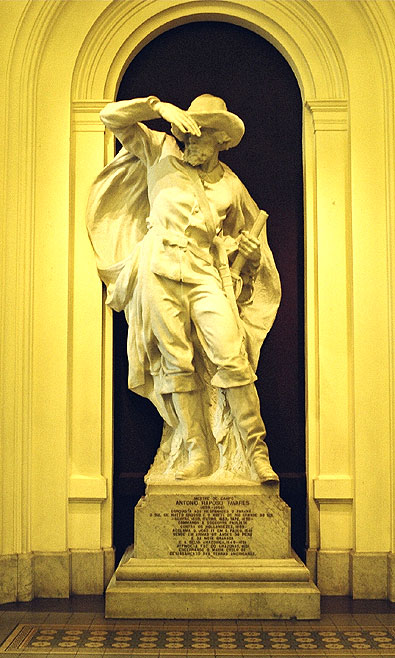
Statue des António Raposo Tavares vor dem Museu Paulista in São Paulo
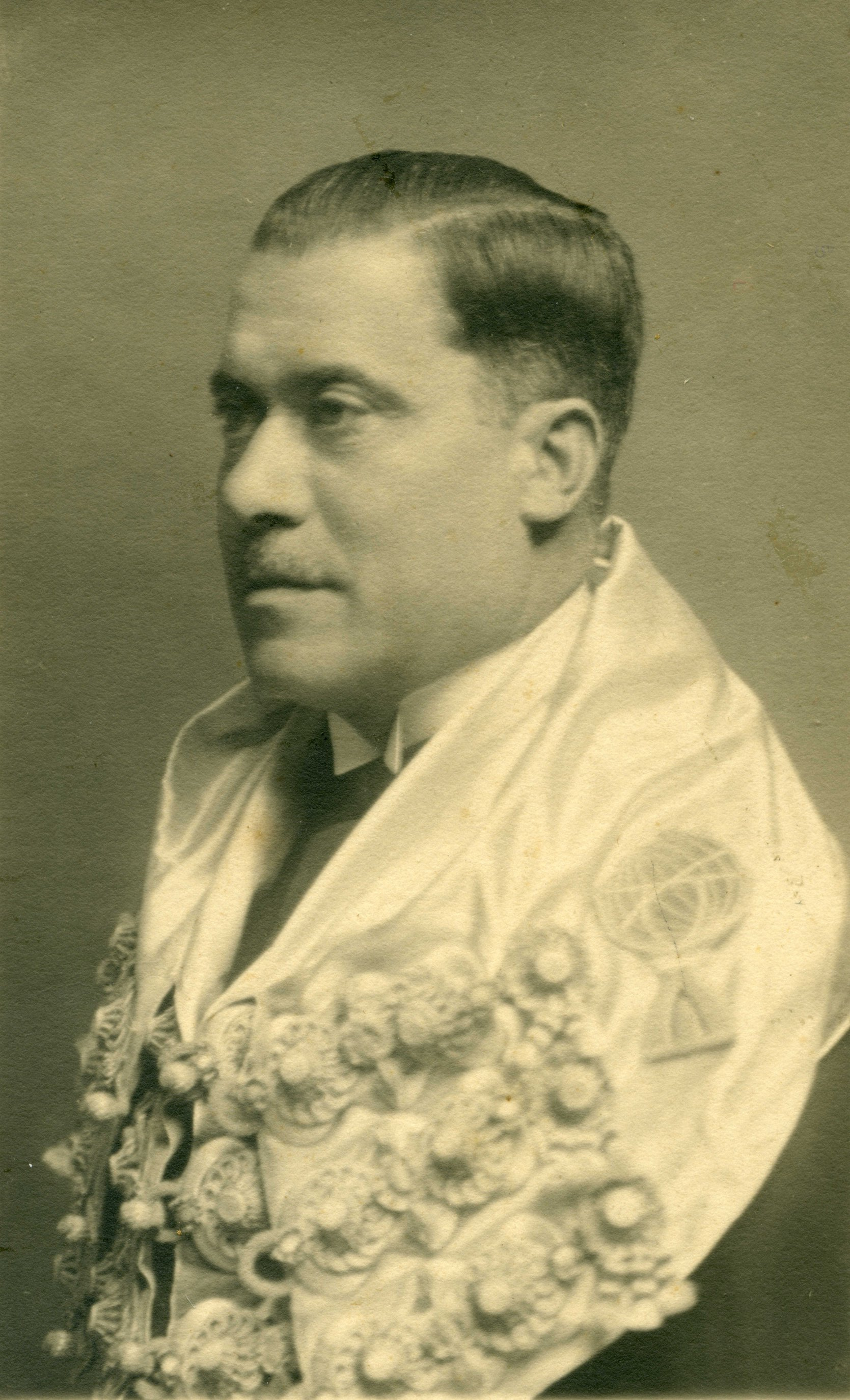
Aureliano de Mira Fernandes
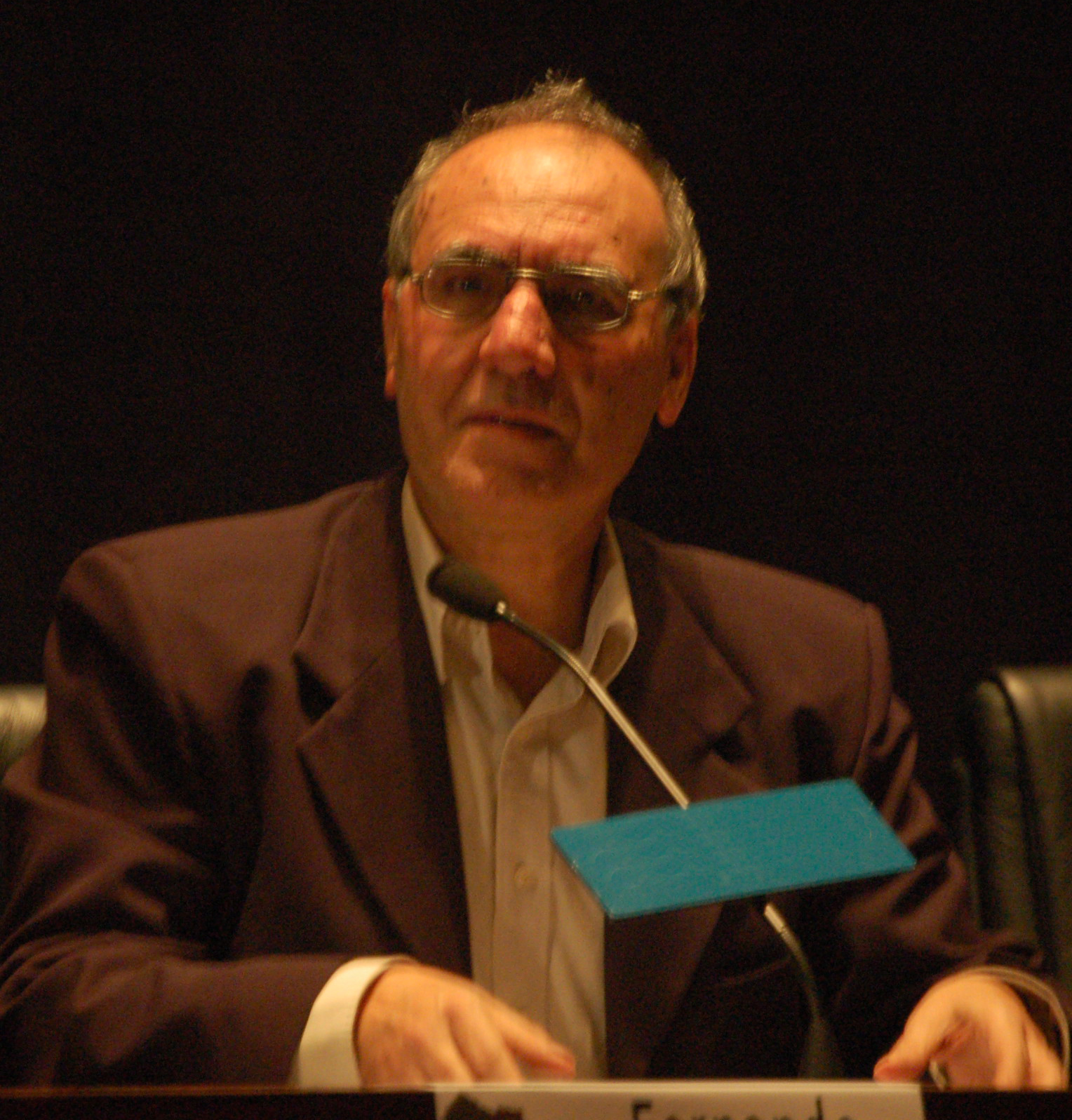
Fernando Venâncio